# Тайны старого отеля
«Тайны старого отеля» (англ. - The Innkeepers)— фильм ужасов режиссёра Тай Уэста с участием Сары Пэкстон, Пэта Хили и Келли Макгиллис. Мировая премьера фильма состоялась 12 марта 2011 года, в России фильм вышел 29 марта 2012 года.

## Сюжет
Клэр (Сара Пэкстон) и Люк (Пэт Хили) — два последних работника, обслуживающих когда-то престижный отель Yankee Pedlar Inn в последние выходные перед его закрытием. Клэр страдает от тяжёлой формы астмы и недавно бросила колледж, Люк работает над веб-сайтом с хроникой предполагаемых появлений призраков в отеле. Оба они — энтузиасты «охоты на призраков», загадочная история отеля производит на них большое впечатление, а главная часть в этой истории — легенда о Мэдлин О’Мэлли, повесившейся в 1800-х после того, как её муж покинул её во время медового месяца. Тело Мэдлин, предположительно, спрятали в подвале владельцы отеля.
Люк селит в отеле пожилую женщину, в которой Клэр узнаёт Линн Риз-Джонс (Келли Макгиллис), бывшую актрису, прибывшую в город на некий съезд. Клэр несёт полотенца в комнату актрисы, её охватывает благоговение перед знаменитостью, и происходит неловкое столкновение между ней и Линн, ведущей себя довольно-таки недружелюбно. На следующую ночь Клэр слышит шум, исходящий из гаража отеля, где есть дверь, ведущая в подвал. Она запирает дверь гаража и возвращается в здание. При помощи оборудования для «охоты на призраков», принадлежащего Люку, она записывает тихие голоса и музыку в разных частях отеля (см. феномен электронного голоса), а кроме того, видит рояль в холле, звучащий сам собой.
В коридоре она натыкается на Линн, которая признаётся, что приехала на съезд медиумов и что прервала актёрскую карьеру, чтобы стать медиумом. Она, кроме того, запрещает Клэр спускаться в подвал. Ранним утром Клэр будит видение Мэдлин в её комнате. Позже в тот же день прибывает старик и спрашивает комнату на третьем этаже. Люк объясняет, что из-за предстоящего закрытия отеля из комнат третьего этажа вынесена вся мебель, но Клэр предлагает приезжему постельное бельё, поскольку кровати всё ещё стоят в номерах, и сопровождает его в номер для новобрачных, в котором он пожелал поселиться.
Люк и Клэр решают обследовать подвал. Там они слышат голоса и сталкиваются с прочими паранормальными явлениями. Напуганный, Люк покидает отель. Клэр, в панике, будит Линн и просит её помощи. Линн спускается по подвальной лестнице, где вступает в контакт с духом, а затем приказывает Клэр немедленно бежать из отеля. Клэр бросается наверх, в номер второго постояльца, но находит там предсмертную записку, его тело в ванной, с порезами на запястьях, и видит Мэдлин, висящую в петле. В ужасе она бежит вниз по лестнице и обнаруживает, что Люк вернулся в отель. Он идёт наверх в поисках Линн, а Клэр вновь слышит шум из подвала. Она подходит к лестнице, где её пугает призрак старика. Она падает с лестницы, ударившись головой.
Потеряв ориентацию после удара, Клэр оказывается в комнате, где находилось тело Мэдлин, а старик следует за ней. Она пытается открыть дверь в гараж, забыв, что сама заперла её. Столкнувшись с призраком Мэдлин, Клэр погибает от приступа астмы. На следующее утро Люк сообщает полиции, что слышал крики Клэр из подвала, но не мог открыть дверь, чтобы помочь ей. Люк и Линн уезжают вместе с полицейскими. Линн говорит Люку, что Клэр уже нельзя было спасти.

## В ролях
| Актёр           | Роль                |
| --------------- | ------------------- |
| Сара Пэкстон    | Клэр                |
| Пэт Хили        | Люк                 |
| Келли Макгиллис | Линн Риз-Джонс      |
| Элисон Бартлетт | Гейл                |
| Джейк Райан     | мальчик             |
| Лина Данэм      | бариста             |
| Джордж Риддл    | Старик              |
| Бренда Куни     | Мэдлин О'Мэлли      |
| Джон Спередакос | Митчелл полицейский |

## Производство
Тай Уэст был назван режиссёром проекта Dark Sky Films в январе 2010. Сара Пэкстон, Пэт Хили и Келли Макгиллис примкнули к съёмкам в мае 2010. Продюсеры фильма — Дерек Керл, Ларри Фессенден, Тай Уэст и Питер Фок для Dark Sky Films в сотрудничестве с en:Glass Eye Pix. Съёмки проходили в Торрингтоне, Коннектикут. Часть сцен Уэст снял в реально существующем отеле «Янки Педлар Инн», расположенном в этом городе.

## Саундтрек
Музыку к фильму написал американский музыкант Джефф Грейс.

## Выпуск
Премьерный показ фильма прошёл на фестивале South by Southwest в марте 2011. Dark Sky Films провела ограниченный показ в кинотеатрах 3 февраля 2012. Тай Уэст представил фильм на зимней вечеринке «Get Lit» в отеле Standard Hotel (Голливуд) 22 декабря 2010.

## Восприятие критикой
В целом фильм получил положительные отзывы от критиков. На Rotten Tomatoes он имеет рейтинг 79 % на основе 103 отзывов, с общим мнением: «Фильм не нарушает каких-либо правил жанра, но служит дополнительным доказательством того, что молодому режиссёру Тай Уэсту разборчивые любители ужасов могут доверять». Дэвид Харли с сайта обзоров фильмов ужасов Bloody Disgusting оценил фильм на три балла из пяти, заметив, что «как только стиль фильма меняется с легкомысленной комедии на хоррор „на полную“, части фильма по разные стороны этого момента начинают казаться разными фильмами», а также назвав фильм «несколько разочаровывающим». Другие отзывы оказались более благоприятными, так, Life After Undeath присвоила фильму оценку 8 из 10. Сайт Horror-Movies.ca дал фильму глубоко отрицательную оценку, утверждая: «на протяжении очень долгого времени не происходит ничего, кроме старых, испытанных и предсказуемых сцен, а для фильма продолжительностью свыше 100 минут это нехорошо».

## Примечание
1. 1 2  The Innkeepers (2012). Box Office Mojo. Дата обращения: 20 октября 2012. Архивировано 16 февраля 2013 года.
2. 1 2  Dark Sky's Innkeepers Next Project for Ti West. DreadCentral.com. Дата обращения: 5 марта 2011. Архивировано 16 февраля 2013 года.
3. ↑  Another Photo From Ti West's The Innkeepers, Now With 100% More Orb. DreadCentral.com. Дата обращения: 5 марта 2011. Архивировано 16 февраля 2013 года.
4. ↑  Release dates for The Innkeepers (2011) (англ.). IMDb. Дата обращения: 9 февраля 2013. Архивировано 16 февраля 2013 года.
5. ↑  Ti West Tells Tale of Haunted Hotel in 'The Innkeepers'. Bloody-Disgusting.com. Дата обращения: 5 марта 2011. Архивировано 24 сентября 2016 года.
6. ↑  «First Look Inside Ti West’s Haunted Tale of 'The Innkeepers'!» Архивная копия от 24 сентября 2016 на Wayback Machine. Retrieved 2011-03-05.
7. ↑  Casting News on Ti West's The Innkeepers. DreadCentral.com. Дата обращения: 5 марта 2011. Архивировано 16 февраля 2013 года.
8. ↑  Tour the Haunted Location of Ti West's The Innkeepers. DreadCentral.com. Дата обращения: 5 марта 2011. Архивировано 16 февраля 2013 года.
9. ↑  A Look at Ti West's Haunted Location for 'The Innkeepers'. Bloody-Disgusting.com. Дата обращения: 5 марта 2011. Архивировано 16 июля 2010 года.
10. ↑  A Visit to Ti West's Haunted Hotel. Дата обращения: 5 марта 2011. Архивировано 16 февраля 2013 года.
11. ↑  An Orb or Just Dust in New 'Innkeepers' Image. Bloody-Disgusting.com. Дата обращения: 5 марта 2011. Архивировано 16 мая 2010 года.
12. ↑  Exclusive Event Coverage: Dread Gets Lit with Lit Post and Adam Green. DreadCentral.com. Дата обращения: 5 марта 2011. Архивировано 16 февраля 2013 года.
13. ↑  The Innkeepers. Rotten Tomatoes. Дата обращения: 20 октября 2012. Архивировано 19 октября 2012 года.
14. ↑  The Innkeepers (VOD). Bloody-Disgusting.com. Дата обращения: 25 января 2012. Архивировано 21 декабря 2011 года.
15. ↑  Innkeepers, The (2011). LifeAfterUndeath.com. Дата обращения: 25 января 2012. Архивировано из оригинала 6 января 2013 года.
16. ↑  The Innkeepers Review. Horror-Movies.ca. Дата обращения: 25 января 2012. Архивировано из оригинала 14 января 2012 года.